# One Room
『One Room』（ワンルーム）は、2017年1月から3月まで放送された日本の短編テレビアニメ作品。5分枠放送。同年4月から6月まで本作の女性向けバージョンとなる『Room Mate』（ルームメイト）も放送。
2018年7月から9月まで第2期『One Room セカンドシーズン』が放送された。2020年10月から12月まで第3期『One Room サードシーズン』が放送された。

## 概要
スマイラル・アニメーションが『枕男子』、『あにトレ』シリーズに続いて送る「バーチャル・アニメ」第3作。視聴者を主人公に据え、『One Room』ではそれに恋する女子キャラクター3人が主人公の部屋を訪れるという設定、『Room Mate』では洋風マンションの管理人が3人の男性の店子を迎える設定、とそれぞれなっている。
作品の舞台のモデルとなっているのは練馬区旭ヶ丘周辺で、西武鉄道江古田駅をモチーフにした駅が登場し、西武鉄道の車両も第1話に登場している（第1期第2部は東京都江東区清澄白河駅周辺）。

## キャラクター

### One Roomの登場人物
主人公
結衣が引っ越してきた部屋の隣に住んでいる隣人という設定だが、主人公自身は画面には映らず、セリフもない。『枕男子』、『あにトレ』と同じく、視聴者の没入感を高めるため、主人公は視聴者の分身であり、常に画面が一人称視点のまま物語が進むという演出意図のためである。
花坂結衣編のみ第2・3期は第1期と同一人物で、大学生時代、社会人時代が描かれる。
第2期、七橋御乃梨編では銭湯に下宿している学生。天月真白編では天月と同じアパートの住人で、初対面から変態さんと呼ばれている。
第3期、琴川晶編では園芸部の先輩。織崎紗耶編では浪人生。
花坂 結衣（はなさか ゆい）
声 - M・A・O
高校3年生。大学受験に集中するため、北海道より上京。就職活動中の姉とともにアパート暮らしを始める。
約1年後の第2期では大学生となり、主人公とも恋人同士となっている。
5年後となる第3期では22歳の社会人で、主人公とは半同棲状態。
桃原 奈月（ももはら なつき）
声 - 村川梨衣
主人公の妹。東京で働く主人公のお目付け役として夏休みを利用して上京し、兄の部屋に転がり込む。
第3期では14歳で高校受験間近の中学3年生。
青島 萌香（あおしま もか）
声 - 三森すずこ
主人公の幼馴染で21歳。シンガーソングライター。
七橋 御乃梨（ななはし みのり）
声 - 高橋李依
第2期から登場。主人公が下宿している銭湯・七橋湯の娘。銭湯は祖父が経営。
第3期では七橋湯を継ぐと決めた半年後の17歳、高校3年生。
天月 真白（あまつき ましろ）
声 - 水瀬いのり
第2期から登場。童顔だが就職活動中。以前は新体操をしていたが怪我で引退。
琴川 晶（ことかわ あきら）
声 - 富田美憂
第3期から登場。主人公の後輩で、園芸部所属。
織崎 紗耶（おりさき さや）
声 - 花守ゆみり
第3期から登場。24歳の無職。主人公の家庭教師をすることになる。

### Room Mateの登場人物
主人公
学生寮の住込管理人。
葦原 巧（あしはら たくみ）
声 - 前野智昭
大学生、19歳。スポーツクライミングをやっていて、強化指定選手として召集されるほどの腕前。主人公が応援すると言ったことをきっかけに強化指定選手になることを決意する。
仁科 葵（にしな あおい）
声 - 花江夏樹
高校生、17歳。劇団所属で芝居に打ち込んでいる。
宮坂 真也（みやさか しんや）
声 - 鳥海浩輔
有名企業のエリートサラリーマン。25歳。

## スタッフ
|                                 | One Room第1期           | Room Mate                | One Room第2期                            | One Room第3期                          |
| ------------------------------- | ----------------------- | ------------------------ | ---------------------------------------- | -------------------------------------- |
| 原作                            | SMIRAL                  | SMIRAL                   | SMIRAL                                   | 真野英二                               |
| キャラクター原案                | カントク                | 左                       | カントク                                 | カントク                               |
| キャラクターデザイン 総作画監督 | 奥田泰弘                | 中田知里                 | 谷拓也                                   | 谷拓也                                 |
| ストーリー原案                  | 真野英二                | 真野英二                 | 真野英二                                 | -                                      |
| 脚本                            | 霜井蒼星                | 霜井蒼星                 | 霜井蒼星                                 | 霜井蒼星                               |
| 総合演出                        | 佐久間貴史              | 佐久間貴史               | 上田慎一郎                               | 上田慎一郎                             |
| 美術監督                        | -                       | -                        | 高須賀真二                               | 高須賀真二                             |
| 美術監督                        | 松本浩樹                | 松本浩樹                 | 松本浩樹                                 | -                                      |
| 美術設定                        | 小山真由子              | 小山真由子               | 小山真由子                               | 平義樹弥                               |
| 色彩設計                        | 日比智恵子              | 日比智恵子               | 古川篤史                                 | 古川篤史                               |
| 撮影監督                        | 難波史                  | 今泉秀樹                 | 難波史                                   | 難波史                                 |
| 編集                            | 徳田俊                  | 徳田俊                   | 徳田俊                                   | 徳田俊                                 |
| 音響監督                        | 立石弥生                | 立石弥生                 | 立石弥生                                 | 立石弥生                               |
| 音楽                            | 山田知広                | 山田知広                 | 山田知広                                 | 山田知広                               |
| 音楽プロデューサー              | 谷原亮                  | 谷原亮                   | -                                        | 谷原亮                                 |
| 音楽制作                        | F・M・F                 | F・M・F                  | F・M・F                                  | F・M・F                                |
| プロデューサー                  | 鈴木良兵、鈴木脩一      | 鈴木良兵、鈴木脩一       | 鈴木良兵、鈴木脩一                       | 鈴木良兵、鈴木脩一                     |
| プロデューサー                  | 後藤裕                  | 後藤裕                   | 後藤裕                                   | 小川喜三                               |
| プロデューサー                  | -                       | -                        | 柏原雄太                                 | -                                      |
| アニメーション制作              | 颱風グラフィックス      | 颱風グラフィックス       | ゼロジー                                 | ゼロジー                               |
| 製作                            | 「One Room」 製作委員会 | 「Room Mate」 製作委員会 | 「One Room セカンド シーズン」製作委員会 | 「One Room サード シーズン」製作委員会 |

## 主題歌

### One Room
「春待ちクローバー」
第1期一部で使用。作詞は稲葉エミ、作曲・編曲は奥井康介、歌は花坂結衣（M・A・O）。
「夏空エール」
第1期二部で使用。作詞は稲葉エミ、作曲・編曲は奥井康介、歌は桃原奈月（村川梨衣）。
「希望リフレイン」
第1期三部で使用。作詞は稲葉エミ、作曲・編曲はeba、歌は青島萌香（三森すずこ）。
「青空モーニンググローリー」
第2期花坂結衣編で使用。作詞は稲葉エミ、作曲・編曲は奥井康介、歌は花坂結衣（M・A・O）。
「ポプラと僕らのヒストリー」
第2期七橋御乃梨編で使用。作詞は稲葉エミ、作曲・編曲はeba、歌は七橋御乃梨（高橋李依）。
「サーチライトと月灯り」
第2期天月真白編で使用。作詞は稲葉エミ、作曲・編曲はeba、歌は天月真白（水瀬いのり）。
「太陽とレインボー」
第3期琴川晶編で使用。作詞は稲葉エミ、作曲・編曲はyamazo、歌は琴川晶（富田美憂）。
「青空に紙ヒコーキ」
第3期桃原奈月編で使用。作詞は稲葉エミ、作曲・編曲は大畑拓也、歌は桃原奈月（村川梨衣）。
「雪の街と空想タイムマシン」
第3期七橋御乃梨編で使用。作詞は稲葉エミ、作曲・編曲は栁舘周平、歌は七橋御乃梨（高橋李依）。
「3階からヤマトナデシコ」
第3期織崎紗耶編で使用。作詞は稲葉エミ、作曲・編曲は奥井康介、歌は織崎紗耶（花守ゆみり）。
「春夏秋冬＊笑顔日和」
第3期花坂結衣編で使用。作詞は稲葉エミ、作曲・編曲は工藤嶺、歌は花坂結衣（M・A・O）。

### Room Mate
「君色スマイル」
作詞・作曲は大畑拓也、編曲はeba、歌は仁科葵（花江夏樹、第9-12話）、葦原巧（前野智昭、第6-12話）、宮坂真也（鳥海浩輔、第1-12話）による。

## 各話リスト
| 話数                              | 部（キャラ）        | サブタイトル                   | 絵コンテ          | 演出                  | 作画監督                      |
| One Room                          | One Room            | One Room                       | One Room          | One Room              | One Room                      |
| --------------------------------- | ------------------- | ------------------------------ | ----------------- | --------------------- | ----------------------------- |
| 第1話                             | 第一部 （花坂結衣） | 花坂結衣はお願いする           | 佐久間貴史        | 佐久間貴史 藤木俊史   | 崎本さゆり                    |
| 第2話                             | 第一部 （花坂結衣） | 花坂結衣は約束する             | 佐久間貴史        | 佐久間貴史            | 崎本さゆり                    |
| 第3話                             | 第一部 （花坂結衣） | 花坂結衣は寝落ちする           | 高杉旭 佐久間貴史 | 佐久間貴史            | 崎本さゆり                    |
| 第4話                             | 第一部 （花坂結衣） | 花坂結衣は手をつなぐ           | 高杉旭 佐久間貴史 | 佐久間貴史            | 崎本さゆり                    |
| 第5話                             | 第二部 （桃原奈月） | 桃原奈月は世話を焼く           | 上田慎一郎        | 上田慎一郎            | 谷拓也                        |
| 第6話                             | 第二部 （桃原奈月） | 桃原奈月はほっとする           | 上田慎一郎        | 上田慎一郎            | 谷拓也                        |
| 第7話                             | 第二部 （桃原奈月） | 桃原奈月は照れてごまかす       | 上田慎一郎        | 上田慎一郎            | 谷拓也                        |
| 第8話                             | 第二部 （桃原奈月） | 桃原奈月は素直になれない       | 上田慎一郎        | 上田慎一郎            | 谷拓也                        |
| 第9話                             | 第三部 （青島萌香） | 青島萌香は覚えてる             | 高杉旭 佐久間貴史 | 佐久間貴史            | 本田敬一                      |
| 第10話                            | 第三部 （青島萌香） | 青島萌香は悩んでる             | 高杉旭 佐久間貴史 | 佐久間貴史            | 本田敬一                      |
| 第11話                            | 第三部 （青島萌香） | 青島萌香はわかってる           | 高杉旭            | 高杉旭                | 本田敬一                      |
| 第12話                            | 第三部 （青島萌香） | 青島萌香は歌ってる             | 佐久間貴史        | 佐久間貴史            | 本田敬一                      |
| -another- One Room                |                     |                                |                   |                       |                               |
| 第1話                             | 未放送エピソード    | 花坂結衣は水着で挨拶する       | -                 | 佐久間貴史 上田慎一郎 | -                             |
| 第2話                             | 未放送エピソード    | 桃原奈月は水着でお掃除する     | -                 | 佐久間貴史 上田慎一郎 | -                             |
| 第3話                             | 未放送エピソード    | 青島萌香は水着で頑張る         | -                 | 佐久間貴史 上田慎一郎 | -                             |
| Room Mate                         |                     |                                |                   |                       |                               |
| 第1話                             | 第一部 （葦原巧）   | ルームメイトは歓迎する         | 佐久間貴史        | 佐久間貴史            | 小川麻衣                      |
| 第2話                             | 第一部 （葦原巧）   | 葦原巧は登ってる               | 上田慎一郎        | 上田慎一郎            | 清水博幸、山崎輝彦            |
| 第3話                             | 第一部 （葦原巧）   | 仁科葵は安心する               | 高杉旭 藤木俊史   | 高杉旭                | 中田知里、佐藤このみ          |
| 第4話                             | 第一部 （葦原巧）   | 宮坂真也は呆れてる             | 佐久間貴史        | 佐久間貴史            | 片岡恵美子                    |
| 第5話                             | 第二部 （仁科葵）   | ルームメイトの休日             | 上田慎一郎        | 上田慎一郎            | 山崎輝彦、北原章雄 片岡恵美子 |
| 第6話                             | 第二部 （仁科葵）   | 葦原巧は登れない               | 上田慎一郎        | 上田慎一郎            | 山崎輝彦、輿石暁              |
| 第7話                             | 第二部 （仁科葵）   | 仁科葵は落ち着かない           | 高杉旭            | 高杉旭                | 片岡恵美子、佐藤このみ        |
| 第8話                             | 第二部 （仁科葵）   | 宮坂真也は眠れない             | 佐久間貴史        | 佐久間貴史            | 小林明美                      |
| 第9話                             | 第三部 （宮坂真也） | 女神像は知っている             | 上田慎一郎        | 上田慎一郎            | 山崎輝彦、中澤勇一 輿石暁     |
| 第10話                            | 第三部 （宮坂真也） | ルームメイトは勝負する         | 上田慎一郎        | 上田慎一郎            | 今里佳子、太田悌記            |
| 第11話                            | 第三部 （宮坂真也） | ルームメイトは決断する         | 高杉旭            | 高杉旭                | 佐藤このみ、中田知里          |
| 第12話                            | 第三部 （宮坂真也） | ルームメイトを待っている       | 佐久間貴史        | 佐久間貴史            | 小林明美                      |
| -after- Room Mate                 |                     |                                |                   |                       |                               |
| 第1話                             | ピクチャードラマ    | 葦原巧の甘いバースデー         |                   |                       |                               |
| 第2話                             | ピクチャードラマ    | 仁科葵の熱いバカンス           |                   |                       |                               |
| 第3話                             | ピクチャードラマ    | 宮坂真也の危ないスイートルーム |                   |                       |                               |
| One Room セカンドシーズン         |                     |                                |                   |                       |                               |
| 第0話                             | 花坂結衣編          | 花坂結衣のプロローグ           | -                 | -                     | -                             |
| 第1話                             | 花坂結衣編          | 花坂結衣ははしゃいでる         | 佐久間貴史        | 上田慎一郎            | 谷拓也                        |
| 第2話                             | 花坂結衣編          | 花坂結衣は叱られる             | 佐久間貴史        | 上田慎一郎            | 谷拓也                        |
| 第3話                             | 花坂結衣編          | 花坂結衣は拗ねている           | 佐久間貴史        | 上田慎一郎            | 谷拓也                        |
| 第4話                             | 花坂結衣編          | 花坂結衣はそばにいる           | 佐久間貴史        | 上田慎一郎            | 谷拓也                        |
| 第5話                             | 七橋御乃梨編        | 七橋御乃梨は起こしに来る       | 上田慎一郎        | 上田慎一郎            | 谷拓也                        |
| 第6話                             | 七橋御乃梨編        | 七橋御乃梨はしんみりする       | 上田慎一郎        | 上田慎一郎            | 谷拓也                        |
| 第7話                             | 七橋御乃梨編        | 七橋御乃梨は無茶を言う         | 上田慎一郎        | 上田慎一郎            | 谷拓也                        |
| 第8話                             | 七橋御乃梨編        | 七橋御乃梨はここにいる         | 上田慎一郎        | 上田慎一郎            | 谷拓也                        |
| 第9話                             | 天月真白編          | 天月真白は探してる             | 上田慎一郎        | 上田慎一郎            | 谷拓也                        |
| 第10話                            | 天月真白編          | 天月真白はやってみる           | 上田慎一郎        | 上田慎一郎            | 谷拓也                        |
| 第11話                            | 天月真白編          | 天月真白は思い出す             | 上田慎一郎        | 上田慎一郎            | 谷拓也                        |
| 第12話                            | 天月真白編          | 天月真白は待っている           | 上田慎一郎        | 上田慎一郎            | 谷拓也                        |
| -extra- One Room セカンドシーズン |                     |                                |                   |                       |                               |
| 第4.5話                           | ピクチャードラマ    | 花坂結衣は試してみる           | 上田慎一郎        | 上田慎一郎            | 谷拓也                        |
| 第?話                             | ピクチャードラマ    | 花坂結衣は送られてくる         | 上田慎一郎        | 上田慎一郎            | 谷拓也                        |
| 第8.5話                           | ピクチャードラマ    | 七橋御乃梨は会議する           | 上田慎一郎        | 上田慎一郎            | 谷拓也                        |
| 第?話                             | ピクチャードラマ    | 七橋御乃梨は大物になる         | 上田慎一郎        | 上田慎一郎            | 谷拓也                        |
| 第9.5話                           | ピクチャードラマ    | 天月真白は猫になる             | 上田慎一郎        | 上田慎一郎            | 谷拓也                        |
| 第?話                             | ピクチャードラマ    | 天月真白は治療する             | 上田慎一郎        | 上田慎一郎            | 谷拓也                        |
| One Room サードシーズン           |                     |                                |                   |                       |                               |
| 第1話                             | 琴川晶編            | 琴川晶はなついてる             | 上田慎一郎        | 上田慎一郎            | 谷拓也                        |
| 第2話                             | 琴川晶編            | 琴川晶は気にしてる             | 上田慎一郎        | 上田慎一郎            | 谷拓也                        |
| 第3話                             | 琴川晶編            | 琴川晶は言えずにいる           | 上田慎一郎        | 上田慎一郎            | 谷拓也                        |
| 第4話                             | 琴川晶編            | 琴川晶は育ててる               | 上田慎一郎        | 上田慎一郎            | 谷拓也                        |
| 第5話                             | 桃原奈月編          | 桃原奈月は説得する             | 上田慎一郎        | 上田慎一郎            | 谷拓也                        |
| 第6話                             | 七橋御乃梨編        | 七橋御乃梨は歩いてく           | 上田慎一郎        | 上田慎一郎            | 谷拓也                        |
| 第7話                             | 織崎紗耶編          | 織崎紗耶は謝罪する             | 上田慎一郎        | 上田慎一郎            | 谷拓也                        |
| 第8話                             | 織崎紗耶編          | 織崎紗耶は応援してる           | 上田慎一郎        | 上田慎一郎            | 谷拓也                        |
| 第9話                             | 織崎紗耶編          | 織崎紗耶は察してる             | 上田慎一郎        | 上田慎一郎            | 谷拓也                        |
| 第10話                            | 織崎紗耶編          | 織崎紗耶はお邪魔する           | 上田慎一郎        | 上田慎一郎            | 谷拓也                        |
| 第11話                            | 花坂結衣編          | 花坂結衣はびっくりする         | 佐久間貴史        | 上田慎一郎            | 谷拓也                        |
| 第12話                            | 花坂結衣編          | 花坂結衣は隣にいる             | 佐久間貴史        | 上田慎一郎            | 谷拓也                        |

## 放送局
| 放送期間                | 放送時間                     | 放送局     | 対象地域 |
| ----------------------- | ---------------------------- | ---------- | -------- |
| 2017年1月11日 - 3月29日 | 水曜 22:40 - 22:45           | TOKYO MX   | 東京都   |
| 2017年1月12日 - 3月30日 | 木曜 0:10 - 0:15（水曜深夜） | サンテレビ | 兵庫県   |

| 配信開始日    | 配信時間                     | 配信サイト             |
| ------------- | ---------------------------- | ---------------------- |
| 2017年1月12日 | 木曜 12:00 更新              | ニコニコ動画 / GYAO!   |
| 2017年1月14日 | 土曜 1:00 - 1:05（金曜深夜） | AbemaTV 新作TVアニメch |
| 2017年1月19日 | 木曜 12:00 更新              | バンダイチャンネル     |

| 配信開始日    | 配信時間                     | 配信サイト   | 地域     | 備考                                    |
| ------------- | ---------------------------- | ------------ | -------- | --------------------------------------- |
| 2017年1月12日 | 木曜 0:00 - 0:05（水曜深夜） | ビリビリ動画 | 中国大陸 | 中国独占配信 / 中国語（簡体字）字幕あり |

| 放送期間                | 放送時間                     | 放送局     | 対象地域 | 備考                      |
| ----------------------- | ---------------------------- | ---------- | -------- | ------------------------- |
| 2017年4月12日 - 6月28日 | 水曜 22:40 - 22:45           | TOKYO MX   | 東京都   |                           |
| 2017年4月13日 - 6月29日 | 木曜 0:10 - 0:15（水曜深夜） | サンテレビ | 兵庫県   |                           |
| 2017年4月14日 - 6月30日 | 金曜 0:25 - 0:30（木曜深夜） | AT-X       | 日本全域 | CS放送 / リピート放送あり |

| 配信開始日    | 配信時間         | 配信サイト                                               |
| ------------- | ---------------- | -------------------------------------------------------- |
| 2017年4月13日 | 木曜 12:00 更新  | ニコニコチャンネル バンダイチャンネル GYAO!ストア [ 14 ] |
| 2017年4月15日 | 土曜 1:25 - 1:30 | AbemaTV新作アニメch                                      |

| 放送期間               | 放送時間                     | 放送局      | 対象地域 | 備考                      |
| ---------------------- | ---------------------------- | ----------- | -------- | ------------------------- |
| 2018年7月3日 - 9月25日 | 火曜 1:35 - 1:40（月曜深夜） | TOKYO MX    | 東京都   |                           |
| 2018年7月6日 - 9月28日 | 金曜 22:55 - 23:00           | AT-X        | 日本全域 | CS放送 / リピート放送あり |
| 2018年7月9日 - 10月1日 | 月曜 22:50 - 22:55           | J:COMテレビ | 日本全域 | CATV / #0は未放送         |

| 配信開始日   | 配信時間              | 配信サイト   | 地域     | 備考                                    |
| ------------ | --------------------- | ------------ | -------- | --------------------------------------- |
| 2018年7月3日 | 火曜 0:35（月曜深夜） | ビリビリ動画 | 中国大陸 | 中国独占配信 / 中国語（簡体字）字幕あり |

| 放送期間                 | 放送時間                     | 放送局   | 対象地域 | 備考                            |
| ------------------------ | ---------------------------- | -------- | -------- | ------------------------------- |
| 2020年10月6日 - 12月22日 | 火曜 1:05 - 1:10（月曜深夜） | TOKYO MX | 東京都   |                                 |
| 2020年10月7日 - 12月23日 | 水曜 0:28 - 0:34（火曜深夜） | BS日テレ | 日本全域 | BS放送 / 『アニメにむちゅ〜』枠 |

## BD / DVD
|                         | 発売日         | 規格品番 |
| ----------------------- | -------------- | -------- |
| One Room                | 2017年5月26日  | SMIB-10  |
| セカンドシーズン        | 2018年11月30日 | SMIB-37  |
| 1期+2期 コンプリートBOX | 2020年9月25日  | SMIB-43  |
| サードシーズン          | 2021年2月26日  | SMIB-44  |

また、2017年8月25日に『Room Mate』のDVD（SMID-1）が発売された。

## VRアプリ
One Room VR 花坂結衣は引越してくる
花坂結衣が登場するiOS/Android向けアプリ。
『制服編』はiOS版が2018年7月6日に発売、Android版が同年8月10日に発売。
『エプロン編』は2018年11月22日にアップデート。